# Ахтельталер

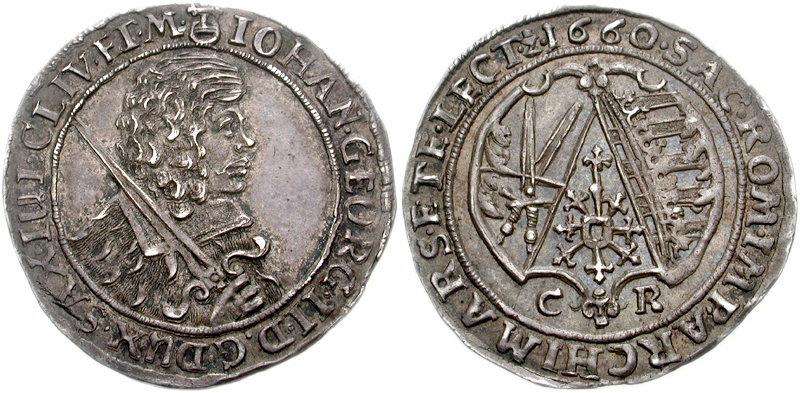
Саксонский ахтельталер 1660 года

Ахтельталер (нем. Achteltaler, что обозначает «восьмая часть талера») — название серебряной монеты XVII—XVIII столетий номиналом в 1⁄8 талера, что при его делении на 24 гроша соответствовало 3 грошам. В ряде случаев номинал обозначали как половину орта «halber Ortstaler» или «Ein halber Reichsort», который являлся 1⁄4 талера. Ахтельталеры выпускали в нескольких немецких государствах, таких как курфюршество Саксония, Брауншвейг-Вольфенбюттель и Гессен-Кассель.
В курфюршестве Бранденбург монеты номиналом в 1⁄8 талера, выпускаемые с перерывами в 1643—1676 годах при Фридрихе Вильгельме, а также монету Мюнстера 1678 года также называли бламюзерами.